# Янчево-Велике
Янчево-Велике (пол. Janczewo Wielkie) — село в Польщі, у гміні Шульбоже-Велькі Островського повіту Мазовецького воєводства.
Населення — 138 осіб (2011).
У 1975-1998 роках село належало до Ломжинського воєводства.

## Демографія
Демографічна структура станом на 31 березня 2011 року:
|          | Загалом | Допрацездатний вік | Працездатний вік | Постпрацездатний вік |
| -------- | ------- | ------------------ | ---------------- | -------------------- |
| Чоловіки | 63      | 17                 | 42               | 4                    |
| Жінки    | 75      | 12                 | 43               | 20                   |
| Разом    | 138     | 29                 | 85               | 24                   |